# Fuera de serie Live
Fuera De Serie: Live es el álbum en vivo de los artistas Lito & Polaco lanzado en el 2005. El álbum contiene las canciones interpretadas en vivo del dúo en un concierto realizado en Puerto Rico. Este trabajo musical incluye 19 éxitos en vivo, con 2 nuevas canciones, en un total de 21 tracks y un DVD que contiene videos musicales de los artistas, los nuevos temas son "Ando Solo" de Polaco con Ken-Y y "Guantea Morena" de Lito MC Cassidy, fue producida por la compañía discográfica Pina Records y distribuida por Universal Music Group. La canción "Charlie Motín" en realidad es el tema "Mírate Al Espejo" del álbum Mundo Frío.

## Colaboraciones
Contó con la colaboración en vivo de grandes artistas como Nicky Jam, Divino, Don Chezina, La Secta AllStar, Don Omar, Pablo Portillo y Ken-Y.

## Lista de canciones
| No. | Canción.              | Artista(s)                           |
| --- | --------------------- | ------------------------------------ |
| 1.  | Intro                 | Lito & Polaco                        |
| 2.  | La Calle Está Difícil | Lito & Polaco                        |
| 3.  | Si Ella Es Brava      | Lito & Polaco                        |
| 4.  | Maniática Sexual      | Lito & Polaco                        |
| 5.  | Interlude             | Lito & Polaco                        |
| 6.  | Jenga Jenga           | Lito & Polaco                        |
| 7.  | Ojos De Diabla        | Lito & Polaco feat. Divino           |
| 8.  | Sicario De Barrio     | Lito MC Cassidy feat. Don Chezina    |
| 9.  | Tú Me Guayaste        | Lito & Polaco feat. Nicky Jam        |
| 10. | Andamos Prestao       | Polaco                               |
| 11. | Auxilio               | Lito MC Cassidy                      |
| 12. | Ella Vive Sola        | Lito & Polaco feat. La Secta AllStar |
| 13. | Mundo Frío            | Lito & Polaco                        |
| 14. | Te Quedas Callá       | Lito & Polaco                        |
| 15. | Piensan               | Lito & Polaco feat. Don Omar         |
| 16. | Interlude             | Lito & Polaco                        |
| 17. | Dale Don Dale         | Don Omar                             |
| 18. | Charlie Motín         | Lito & Polaco                        |
| 19. | Te Quiero Ver Bailar  | Lito & Polaco feat. Pablo Portillo   |
| 20. | Ando Solo             | Polaco feat. Ken-Y                   |
| 21. | Guantea Morena        | Lito MC Cassidy                      |

## DVD
| N.º | Videos            | Artista(s)                |
| --- | ----------------- | ------------------------- |
| 1.  | Sucesos           | Lito & Polaco             |
| 2.  | Mundo Frío        | Lito & Polaco             |
| 3.  | La Gritona        | Lito & Polaco             |
| 4.  | Piensan           | Lito & Polaco             |
| 5.  | Estamos En Guerra | Lito & Polaco             |
| 6.  | Si Ella Es Brava  | Lito & Polaco             |
| 7.  | Gata Traicionera  | Lito & Polaco feat. Jacob |
| 8.  | Boricuas NY 2     | Lito & Polaco             |
| 9.  | Concert Trailer   | Lito & Polaco             |